# 白井鳥酔
白井 鳥酔（しらい ちょうすい、元禄14年（1701年） - 明和6年4月4日（1769年4月28日））は、江戸時代中期の俳人。本名は喜右衛門信興。初号は西奴、別号に百明台・百明坊・二世三斛庵・二世落霞窓・松露庵・松原庵・露柱庵・鴫立庵など。

## 来歴
上総国埴生郡地引の旗本知行所の郷代官を務める家に生まれ、享保6年（1721年）に家督を継ぐが、享保11年に罷免、剃髪して江戸に出た。はじめ調和・不角系の俳諧に親しむが、佐久間柳居の門に入り、俳諧に専念する。元文2年（1737年）江戸に出て、翌年、三斛庵に入庵して鳥酔と改号する。延享2年（1745年）、神田柳原に庵を設けて落霞窓と称し、芭蕉関係の資料発掘や紹介に勤しみ、宝暦6年（1756年）から宝暦9年（1759年）まで上方に長期滞在した。明和5年（1768年）3月、相模国大磯宿の大淀三千風創建の秋暮亭を再興し、鴫立庵と称して移住する。明和6年、江戸で69歳で没する。鳥酔の遺骨は相州・江戸・上総の3ヶ所に分骨された。墓は品川区鮫洲の海晏寺、千葉県長生郡長南町地引の正善寺に分骨墓がある。なお、五七日に集った門人たちは鳥酔の遺歯を分け合って、鳥酔と関わりのあった土地に供養することをそれぞれ約束し、現在でも鳥酔の供養塚がゆかりの地に残されている。

## 編著
- 『けふの時雨』
- 『夏炉一路』
- 『冬扇一路』
- 『壬生山家集』
- 『冬野あそび』
- 『星合の橋守』
- 『はり笠』
- 『三都賦』
- 『談笑花聞緑』

追善集
- 烏明編『卯月の鳥』
- 烏明編『既七とせ』
- 烏明・百明編『四季供養』
- 烏明編『俳諧談言史』
- 烏明編『在し世語』

## 門人
- 十竹窓柴雨
- 加舎白雄 - 天明中興の五傑の1人
- 榎本星布 - 女流俳人